# 치이 타케오
치이 타케오(일본어: 地井 武男, 1942년 5월 5일 ~ 2012년 6월 29일)는 일본 지바현 출신의 배우이다. 주식회사 사이 프로덕션 소속이다.

## 출연 작품

### 드라마
- 《太陽にほえろ！(태양에 짖어라)》(1982년 ~ 1986년)

## 참고 문헌
1. ↑  “地井武男さんが死去” (일본어). Daily Sports. 2012년 6월 29일. 2012년 8월 1일에 원본 문서에서 보존된 문서. 2012년 8월 7일에 확인함.